# Algarinejo
Algarinejo – gmina w Hiszpanii, w prowincji Grenada, w Andaluzji, o powierzchni 92,11 km². W 2011 roku gmina liczyła 3029 mieszkańców.